# Chetogena barbara
Chetogena barbara là một loài ruồi trong họ Tachinidae.